# Alen Polić
Alen Polić predsjednik Etno-eko udruge "Jabuka" i idejni tvorac Etno-eko festivala "Jabuka", glazbom se počeo baviti u osamnaestoj godini. Bio je dugogodišnji član riječkih “Putokaza”, kao i član kulturno-umjetničkih društava koja djeluju u Primorju. Bilježi i vrlo zapažene nastupe na festivalu “Melodije Kvarnera”, te “Melodije Istre i Kvarnera”, na kojem je višestruko nagrađivan “Besedom”, nagradom što se dodjeljuje kompoziciji koja cjelokupnim izričajem, dakle glazbom, tekstom i aranžmanom najbolje karakterizira kraj u kojem je nastala. U “Novom listu” je zabilježeno da “Alen nudi nešto novo usađeno na nečemu starom, nečemu što ne pridonosi samo očuvanju glazbene baštine Primorja, već i identitetu čitavog kraja o kojem taj samozatajni i vrlo zagonetni dječak progovara”. 
Svojom je interpretacijom osvojio niz nagrada: za postignutu izvornost na festivalu “Melodije Kvarnera” za pjesmu “Rožica črljena” osvojio je nagradu “Ivan Matetić Ronjgov”, skladba “Žažara” s istoimenog albuma objavljenog 2007. u izdanju “Dancing Beara” na “Melodijama Istre i Kvarnera” donijela mu je nagradu “Beseda”, nakon “Bušnul san divojku” s MIK-a je otišao s nagradama “Beseda”, “Roženicama” za najbolje zastupljen melos i drugom nagradom stručnog ocjenjivačkog suda. Nagrađene su i skladbe: “Črna noć” (prvo mjesto po glasovima publike na festivalu “Melodije Kvarnera”), “Kad su bili na Krešišću bali” (nagrada za aranžman), “Junak mlad” (“Beseda” i “Roženice” na MIK-u 2005.), “Čigovi” (“Beseda” i “Roženice” na MIK-u 2006.), “Mićušno moje” (nagrada za najbolji aranžman)… Dobitnik je godišnje nagrade Grada Bakra 2003. godine. Svoje glazbeno iskustvo stekao je na brojnim nastupima u Italiji, Austriji, Sloveniji i Hrvatskoj, na raznim manifestacijama kao što su “Porin”, “Dora”, “Vinkovačke jeseni”, Etnofest “Neum” (2004. s pjesmom “Botra, Botra”). Organizator je Etno festivala “Omišalj '07”. 

## Vanjske poveznice
- Službene stranice Udruge “Jabuka”  Arhivirana inačica izvorne stranice od 20. srpnja 2008. (Wayback Machine)